# キャンディ駅
キャンディ駅（シンハラ語: මහනුවර දුම්රිය ස්ථානය, タミル語: கண்டி ரயில் நிலையம்）は、スリランカの古都キャンディの主要駅。スリランカ鉄道が管理、運行をしている。メインラインから分岐した支線の終点に位置し、この駅からマータレー方向へマータレーラインが伸びている。

## 沿革
現在メインラインとして知られるコロンボ - キャンディ線は1864年にアンベプッサまで、1866年にポルガハウェラまでが開通した。その後マハウェリ川を渡る橋が建設され、最後の区間が開通したのは1867年4月15日のことであった。そしてその翌日、最初の機関車がキャンディ駅に到着した。4月30日にはキャンディ - コロンボ間で初めての通し運転が行われ、8月からは旅客運転が開始された。運行当初は2編成による旅客・郵便運転が行われており、それぞれの始発駅を午前7時に出発。所要時間は4時間半だった。

## 改修工事
2008年2月、スリランカ鉄道は700万ルピーを投じて駅の改修工事を行った。この工事は南アジア地域協力連合（SAARC）のサミットが行われる前の同年6月に完了した。